# Saison 2017 de l'équipe cycliste Dimension Data
La saison 2017 de l'équipe cycliste Dimension Data est la vingtième-et-unième de cette équipe.

## Préparation de la saison 2017

### Sponsors et financement de l'équipe
Le budget de l'équipe pour cette saison s'élève à 14,5 millions d'euros.

### Arrivées et départs
| Arrivées       | Équipe 2016            |
| -------------- | ---------------------- |
| Ryan Gibbons   | Dimension Data-Qhubeka |
| Benjamin King  | Cannondale-Drapac      |
| Lachlan Morton | Jelly Belly-Maxxis     |
| Ben O'Connor   | Avanti IsoWhey Sports  |
| Scott Thwaites | Bora-Argon 18          |

| Départs             | Équipe 2017        |
| ------------------- | ------------------ |
| Theo Bos            |                    |
| Matthew Brammeier   | Aqua Blue Sport    |
| Songezo Jim         | Kuwait-Cartucho.es |
| Cameron Meyer       |                    |
| Kanstantsin Siutsou | Bahrain-Merida     |

## Déroulement de la saison
L'équipe commence la saison au début du mois de janvier, avec les championnats d'Australie. Au contre-la-montre, Ben O'Connor fait ses débuts sous le maillot Dimension Data, mais ne termine pas la course. Nathan Haas prend la troisième place de la course en ligne, derrière Miles Scotson et Simon Gerrans. Lachlan Morton et Ben O'Connor prennent les 22e et 24e place.
Pour la première épreuve UCI World Tour de l'année, le Tour Down Under, Dimension Data a pour capitaine de route le sprinter Mark Renshaw. Nathan Haas, qui s'est montré en bonne forme au championnat d'Australie, vise les victoires d'étape et une bonne place au classement général. Ils sont accompagnés par Lachlan Morton, Ben O’Connor, Reinardt Janse van Rensburg, Tyler Farrar et Jacques Janse van Rensburg,. Nathan Haas se classe cinquième de la deuxième étape à Paracombe, puis deuxième à Willunga, uniquement devancé par Richie Porte. Il est ainsi troisième du classement général à la veille de l'arrivée. Il perd cependant sa place sur le podium lors de la dernière étape, au profit de Jay McCarthy qui obtient une bonification lors d'un sprint intermédiaire. Haas termine quatrième de ce Tour Down Under.
Au Tour de la Communauté valencienne, Merhawi Kudus est le seul à pouvoir suivre Nairo Quintana (Movistar) lors de son attaque durant l'« étape-reine », avant de lâcher prise et de terminer deuxième à 40 secondes,. Il termine neuvième au classement général.
Durant la même semaine, Dimension Data place deux de ses coureurs dans le « top 10 » du Dubaï Tour, Mark Cavendish (8e) et Reinardt Janse van Rensburg (9e). En l'absence de victoire d'étape, le bilan de cette course est en deçà des attentes de l'équipe. Trois fois parmi les dix premiers d'étapes, et notamment troisième de la première, Mark Cavendish met en avant une part de malchance dans ces résultats, ayant subi une crevaison à l'arrivée le premier jour, puis un saut de chaîne le dernier.

## Coureurs et encadrement technique

### Effectif
Tous les coureurs présents en 2017 l'étaient déjà en 2016 à l'exception de Ryan Gibbons (Dimension Data-Qhubeka), Benjamin King (Cannondale-Drapac), Lachlan Morton (Jelly Belly-Maxxis), Ben O'Connor (Avanti IsoWhey Sports) et Scott Thwaites (Bora-Argon 18).
| Cycliste                    | Date de naissance | Nationalité    | Équipe 2016            |  |
| --------------------------- | ----------------- | -------------- | ---------------------- |  |
| Igor Antón                  | 2 mars 1983       | Espagne        | Dimension Data         |  |
| Natnael Berhane             | 5 janvier 1991    | Érythrée       | Dimension Data         |  |
| Edvald Boasson Hagen        | 17 mai 1987       | Norvège        | Dimension Data         |  |
| Mark Cavendish              | 21 mai 1985       | Royaume-Uni    | Dimension Data         |  |
| Steve Cummings              | 19 mars 1981      | Royaume-Uni    | Dimension Data         |  |
| Mekseb Debesay              | 15 juin 1991      | Érythrée       | Dimension Data         |  |
| Nicolas Dougall             | 21 novembre 1992  | Afrique du Sud | Dimension Data         |  |
| Bernhard Eisel              | 17 février 1981   | Autriche       | Dimension Data         |  |
| Tyler Farrar                | 2 juin 1984       | États-Unis     | Dimension Data         |  |
| Omar Fraile                 | 17 juillet 1990   | Espagne        | Dimension Data         |  |
| Ryan Gibbons                | 13 août 1994      | Afrique du Sud | Dimension Data-Qhubeka |  |
| Nathan Haas                 | 12 mars 1989      | Australie      | Dimension Data         |  |
| Jacques Janse van Rensburg  | 6 septembre 1987  | Afrique du Sud | Dimension Data         |  |
| Reinardt Janse van Rensburg | 3 février 1989    | Afrique du Sud | Dimension Data         |  |
| Benjamin King               | 22 mars 1989      | États-Unis     | Cannondale-Drapac      |  |
| Merhawi Kudus               | 23 janvier 1994   | Érythrée       | Dimension Data         |  |
| Lachlan Morton              | 2 janvier 1992    | Australie      | Jelly Belly-Maxxis     |  |
| Adrien Niyonshuti           | 2 février 1987    | Rwanda         | Dimension Data         |  |
| Ben O'Connor                | 25 novembre 1995  | Australie      | Avanti IsoWhey Sports  |  |
| Serge Pauwels               | 21 novembre 1983  | Belgique       | Dimension Data         |  |
| Youcef Reguigui             | 9 janvier 1990    | Algérie        | Dimension Data         |  |
| Mark Renshaw                | 22 octobre 1982   | Australie      | Dimension Data         |  |
| Kristian Sbaragli           | 8 mai 1990        | Italie         | Dimension Data         |  |
| Daniel Teklehaimanot        | 10 novembre 1988  | Érythrée       | Dimension Data         |  |
| Jay Robert Thomson          | 4 décembre 1986   | Afrique du Sud | Dimension Data         |  |
| Scott Thwaites              | 12 février 1990   | Royaume-Uni    | Bora-Argon 18          |  |
| Johann van Zyl              | 2 février 1991    | Afrique du Sud | Dimension Data         |  |
| Jacobus Venter              | 13 février 1987   | Afrique du Sud | Dimension Data         |  |
| Stagiaire                   | Date de naissance | Nationalité    | Équipe 2017            |  |
| Nicholas Dlamini            | 12 août 1995      | Afrique du Sud | Dimension Data-Qhubeka |  |
| Metkel Eyob                 | 4 septembre 1993  | Érythrée       | Dimension Data-Qhubeka |  |
| Amanuel Gebrezgabihier      | 17 août 1994      | Érythrée       | Dimension Data-Qhubeka |  |

## Bilan de la saison

### Victoires
| Date       | Course                                             | Pays                | Classe | Vainqueur                   |
| ---------- | -------------------------------------------------- | ------------------- | ------ | --------------------------- |
| 12/02/2017 | Championnat d'Afrique du Sud sur route             | Afrique du Sud      | CN     | Reinardt Janse van Rensburg |
| 23/02/2017 | 1re étape du Tour d'Abou Dabi                      | Émirats arabes unis | 2.WT   | Mark Cavendish              |
| 25/02/2017 | 4e étape du Tour de Langkawi                       | Malaisie            | 2.HC   | Mekseb Debesay              |
| 26/02/2017 | 5e étape du Tour de Langkawi                       | Malaisie            | 2.HC   | Ryan Gibbons                |
| 01/03/2017 | Classement général du Tour de Langkawi             | Malaisie            | 2.HC   | Ryan Gibbons                |
| 30/04/2017 | 3e étape du Tour de Yorkshire                      | Royaume-Uni         | 2.1    | Serge Pauwels               |
| 30/04/2017 | Classement général du Tour de Yorkshire            | Royaume-Uni         | 2.1    | Serge Pauwels               |
| 17/05/2017 | 11e étape du Tour d'Italie                         | Italie              | 2.WT   | Omar Fraile                 |
| 17/05/2017 | 1re étape du Tour de Norvège                       | Norvège             | 2.HC   | Edvald Boasson Hagen        |
| 21/05/2017 | 5e étape du Tour de Norvège                        | Norvège             | 2.HC   | Edvald Boasson Hagen        |
| 21/05/2017 | Classement général du Tour de Norvège              | Norvège             | 2.HC   | Edvald Boasson Hagen        |
| 26/05/2017 | 3e étape du Tour des Fjords                        | Norvège             | 2.1    | Edvald Boasson Hagen        |
| 27/05/2017 | 4e étape du Tour des Fjords                        | Norvège             | 2.1    | Edvald Boasson Hagen        |
| 28/05/2017 | 5e étape du Tour des Fjords                        | Norvège             | 2.1    | Edvald Boasson Hagen        |
| 28/05/2017 | Classement général du Tour des Fjords              | Norvège             | 2.1    | Edvald Boasson Hagen        |
| 22/06/2017 | Championnat de Grande-Bretagne du contre-la-montre | Royaume-Uni         | CN     | Steve Cummings              |
| 22/06/2017 | Championnat de Norvège du contre-la-montre         | Norvège             | CN     | Edvald Boasson Hagen        |
| 22/06/2017 | Championnat d'Érythrée du contre-la-montre         | Érythrée            | CN     | Mekseb Debesay              |
| 22/06/2017 | Championnat du Rwanda du contre-la-montre          | Rwanda              | CN     | Adrien Niyonshuti           |
| 25/06/2017 | Championnat de Grande-Bretagne sur route           | Royaume-Uni         | CN     | Steve Cummings              |
| 7/07/2017  | 5e étape du Tour d'Autriche                        | Autriche            | 2.1    | Ben O'Connor                |
| 21/07/2017 | 19e étape du Tour de France                        | France              | 2.WT   | Edvald Boasson Hagen        |
| 26/07/2017 | Championnat d'Algérie sur route                    | Algérie             | CN     | Youcef Reguigui             |
| 10/09/2017 | 8e étape du Tour de Grande-Bretagne                | Royaume-Uni         | 2.HC   | Edvald Boasson Hagen        |
| 26/09/2017 | 1re étape du Tour de Toscane                       | Italie              | 2.1    | Steve Cummings              |

### Résultats sur les courses majeures
Les tableaux suivants représentent les résultats de l'équipe dans les principales courses du calendrier international (les cinq classiques majeures et les trois grands tours). Pour chaque épreuve est indiqué le meilleur coureur de l'équipe, son classement ainsi que les accessits glanés par Dimension Data sur les courses de trois semaines.

#### Classiques
| Classique            | Milan-San Remo             | Tour des Flandres    | Paris-Roubaix        | Liège-Bastogne-Liège | Tour de Lombardie    |
| -------------------- | -------------------------- | -------------------- | -------------------- | -------------------- | -------------------- |
| Coureur (classement) | Edvald Boasson Hagen (19e) | Scott Thwaites (16e) | Bernhard Eisel (36e) | Omar Fraile (25e)    | Lachlan Morton (83e) |

#### Grands tours
| Grand tour           | Tour d'Italie                    | Tour de France                            | Tour d'Espagne   |
| -------------------- | -------------------------------- | ----------------------------------------- | ---------------- |
| Coureur (classement) | Jacques Janse van Rensburg (36e) | Serge Pauwels (19e)                       | Igor Anton (35e) |
| Accessits            | 1 victoire d'étape (Omar Fraile) | 1 victoire d'étape (Edvald Boasson Hagen) |                  |

### Classement UCI
Dimension Data termine à la 18e et dernière place du classement par équipes du World Tour avec 2575 points. Ce total est obtenu par l'addition des points de ses coureurs au classement individuel. Le coureur de l'équipe le mieux classé est Nathan Haas, 50e avec 775 points.
| Rang | Coureur                     | Points |
| ---- | --------------------------- | ------ |
| 50   | Nathan Haas                 | 775    |
| 74   | Boasson Hagen               | 561    |
| 135  | Omar Fraile                 | 180    |
| 157  | Scott Thwaites              | 141    |
| 163  | Serge Pauwels               | 127    |
| 171  | Lachlan Morton              | 115    |
| 172  | Kristian Sbaragli           | 113    |
| 188  | Merhawi Kudus               | 98     |
| 200  | Mark Cavendish              | 88     |
| 225  | Mekseb Debesay              | 70     |
| 250  | Igor Anton                  | 54     |
| 252  | Jacques Janse van Rensburg  | 54     |
| 258  | Ben O'Connor                | 52     |
| 265  | Reinardt Janse van Rensburg | 48     |
| 301  | Natnael Berhane             | 32     |
| 339  | Ryan Gibbons                | 21     |
| 365  | Benjamin King               | 12     |
| 377  | Bernhard Eisel              | 10     |
| 378  | Steve Cummings              | 10     |
| 392  | Nicolas Dougall             | 7      |
| 404  | Daniel Teklehaimanot        | 5      |
| 423  | Jaco Venter                 | 2      |